# Digital Business Transformation
Die Digital Business Transformation verändert langfristig durch die Möglichkeiten und Potenziale digitaler Medien und des Internets das Fundament jedes Unternehmens in seiner Strategie, Struktur, Kultur und seinen Prozessen. Es wirkt sich in der Organisation über das Change Management aus. Mit Digital Business Transformation begegnen Unternehmen den Veränderungen des Digitalzeitalters, dem Digital Age. Als begriffliche Weiterentwicklung leitet sich Digital Business Transformation vom englischen Begriff “Business Transformation”, der Erschließung neuer Geschäftschancen sowie die Umsetzung neuer Geschäftsmodelle durch ein Unternehmen, ab.

## Hintergrund
Das fortschreitende digitale Zeitalter führt zu einem Wandel des bestehenden Verständnisses von Kunden, Mitarbeitern, Geschäftsbeziehungen und Wertschöpfungsketten. Eine internationale Studie des MIT Center for Digital Business und der Capgemini Consulting belegt, dass bis Ende 2011 nur rund ein Drittel der Unternehmen Erfolge wahrnehmen konnten im Bestreben, ihr Geschäftsmodell ins digitale Business zu transformieren. Herausforderungen lagen überwiegend in der richtigen Digital-Strategie, der effektiven konzeptionellen Einbindung, im professionellen Wissensmanagement, einer flexiblen Unternehmenskultur und zügigen Einbindung in die IT-Struktur. Die Erfolgsfaktoren sind laut MIT:
1. eine klare Vision für das künftige Geschäft mit Blick auf den Einsatz von IT
2. Investitionen in moderne wie klassische IT, um deren Potenziale auszuschöpfen
3. Veränderungen müssen vom Top-Management getragen werden.[2]

Um eine strukturierte Transformation durchzuführen, können Unternehmen Digitale Transformationsstrategien und einen systematischen digitalen Transformationsprozess anwenden.

## Anwendung
Digital Business Transformation befasst sich mit der Planung, Steuerung, Optimierung und Umsetzung der Wertschöpfungskette eines Unternehmens in der digitalen Ära. Im Zentrum steht die Identifikation von Auswirkungen der Digitalisierung auf bestehende Geschäftsmodelle, die Umsätze, Erlösströme und Differenzierungsmerkmale eines Unternehmens im Markt. Ganze Wertschöpfungsketten verändern sich. Nicht nur einzelne Funktionen und Unternehmensbereiche sind betroffen. Die nachhaltige Veränderung und Neuausrichtung von Kommunikation, Marketing, Vertrieb und Service sind essentiell. Digital Business Transformation nutzt die Vorteile und Potenziale der Integration und Implementierung neuer Technologien als Chance für einen Wandel bestehender Geschäftsmodelle und Generierung neuer Geschäftspotenziale aus technischen und funktionalen nutzenorientierten Innovationen heraus.

## Der digitale Transformationsprozess
Die Veränderungen, die durch die Digitalisierung in den Unternehmen induziert werden, sind weitreichend. Prozesse werden erneuert, Arbeit ändert sich und die Anforderungen an die Mitarbeiter wandeln sich gleichermaßen. Die sozialverträgliche Gestaltung dieses Change-Prozesses wird Unternehmen insbesondere im Mittelstand in den nächsten Jahren weiterhin vor große Herausforderungen stellen. In diesem Kontext der digitalen Transformation in Unternehmen wird oftmals das Bild einer Digitalisierung in zwei Geschwindigkeiten bemüht: Einerseits schreitet die technologische Entwicklung rasant voran, während andererseits die erforderliche Gestaltung der Organisationen deutlich mehr Zeit und Veränderungswillen bedarf. Dieses Bild lässt sich ebenso auf den Unterschied zwischen großen und kleinen Unternehmen übertragen. Während man in Großkonzernen bereits ein hohes Maß an technologischer Reife und viele Beispiele flankierender Maßnahmen zur Neudefinition von (Zusammen-)Arbeit finden kann, gibt es viele kleinere Unternehmen, die sich erst allmählich auf den Weg machen. Die grundlegenden Herausforderungen liegen meist in der systematischen Identifikation von Digitalisierungspotenzialen, der Formulierung einer eigenen Digitalisierungsstrategie sowie der strukturierten Umsetzung der digitalen Transformation unter Einbezug aller relevanten Akteure im Unternehmen.
Um den vielfältigen Veränderungen begegnen zu können, bietet sich ein strukturiertes Vorgehen an, mit dem die aufkommenden und bestehenden Herausforderungen aufgegriffen werden. Denn die Umsetzung von Digitalisierungsvorhaben birgt nicht nur viele Chancen und Möglichkeiten, sondern auch Risiken und Herausforderungen. Sie sind tiefgreifende Veränderungen, bei denen komplexe Zusammenhänge zwischen technischen, organisationalen und mitarbeiterbezogenen Aspekten beachtet werden müssen, um den effektiven Einsatz und das Ausschöpfen des vollen Potenzials zu ermöglichen. Insbesondere für kleine und mittlere Unternehmen (KMU) ist die digitale Transformation mit finanziellen Risiken verbunden. Um Fehlinvestitionen zu vermeiden und die Wettbewerbsfähigkeit des Unternehmens nicht zu gefährden, müssen digitale Transformationsprozesse hier noch sorgfältiger geplant werden.
Der digitale Transformationsprozess gliedert sich in fünf Phasen:

### Inspirationsphase
Der digitale Transformationsprozess beginnt für viele Unternehmen mit einer Inspirationsphase, in der sich Unternehmer und Verantwortliche über bestehende Technologien und Lösungen informieren. Hierzu können sowohl Praxisbeispiele herangezogen als auch Demonstrationsanlagen besichtigt werden, die in einem ähnlichen betrieblichen Umfeld umgesetzt wurden. Darüber hinaus können ebenfalls Lösungsansätze aus anderen Branchen oder einem abweichenden Unternehmensumfeld betrachtet werden, da diese oftmals auch auf eigene, konkrete Herausforderungen übertragen werden.

### Orientierungsphase
Nachdem das Unternehmen eine Zukunftsvision entwickelt hat, steht in der Orientierungsphase eine Standortbestimmung im Mittelpunkt. Oftmals wird hierfür ein Reifegradmodell genutzt, mit dem das Unternehmen seine digitale Reife, auch im Vergleich zu anderen Unternehmen, ermitteln kann. Aus diesem Vergleich können Handlungsfelder für das Unternehmen abgeleitet werden, die die Entwicklungsrichtung der Digitalisierung aufzeigen können. Im Zuge dessen, sollte auch eine Digitalisierungsstrategie entwickelt werden, falls im Unternehmen noch keine vorhanden ist.

### Planungsphase
Die sich anschließende Planungsphase definiert erste Pilotprojekte, um die festgelegten Ziele der Digitalisierungsstrategie fristgerecht erfüllen zu können. Hierfür sollten Teams gebildet werden, die wiederum Umsetzungsziele und damit verbundene Zielwerte festsetzen. Dieser Vorgang schafft Verbindlichkeiten, auch wenn die Ziele im Prozess ggf. wieder angepasst werden müssen. Bei der Umsetzung des ersten Pilotprojekts sollte darauf geachtet werden, dass ein Projekt ausgewählt wird, bei dem schnell erste sichtbare Erfolge zu erwarten sind. Diese können Mitarbeitern, aber auch Kunden und Partnerunternehmen präsentiert werden, wodurch die Motivation für die Umsetzung weiterer Vorhaben steigen kann.

### Realisierungsphase
In der vierten Phase des digitalen Transformationsprozesses, der Realisierungsphase, werden die geplanten Maßnahmen schrittweise umgesetzt. Dabei sollten technische Maßnahmen immer gemeinsam mit organisationalen Veränderungen realisiert werden. Insbesondere die partizipative Gestaltung des Prozesses ist dabei wichtig, da eine fehlende Einbindung der Mitarbeiter zur Ablehnung des Projekts und somit zum Scheitern des Digitalisierungsvorhabens führen kann. Werden Mitarbeiter frühzeitig in den Prozess eingebunden, steigt die Akzeptanz gegenüber der neuen Technologie und dem Wandel im Unternehmen, da die Mitarbeiter die Möglichkeit erhalten aktiv Einfluss auf die Gestaltung zu nehmen. Auch für die Umsetzung des Projekts können sich unmittelbare Vorteile durch die Beteiligung der Mitarbeiter ergeben, da diese ihr Arbeitsumfeld und ihre Arbeitsaufgabe am besten beurteilen und somit wichtige Hinweise zu Funktionalitäten und Nutzungsweisen der neuen Technologien machen können. Mitarbeiter werden so ermutigt, sich aktiv für das neue System zu engagieren und eigene Ideen einzubringen. Durch den direkten Kontakt mit den beteiligten Mitarbeitern können auch Veränderungen hinsichtlich der Akzeptanz der Veränderung frühzeitig erkannt und die Kommunikation entsprechend angepasst werden.

### Auswertungs- und Anpassungsphase
Durch die Auseinandersetzung mit den vorangegangenen Prozessschritten können wichtige Erkenntnisse für Folgeprojekte gewonnen werden. Für das Projektmanagement lässt sich feststellen, welche Aspekte der Umsetzung positiv verlaufen und an welchen Stellen Verbesserungspotenziale vorhanden sind. Hinsichtlich des geplanten Transformationsprozesses lässt sich im Rückblick auf die Planungsphase festhalten, wie sich die digitale Reife entwickelt hat und ob positive Entwicklungstrends aus dem aktualisierten Vergleich mit anderen Unternehmen abgeleitet werden können.

## Kritik
Mit der Digitalen Transformation – so der deutsche Unternehmensberater Frank M. Scheelen – „bummeln wir in Europa […] hinterher“, dies biete jedoch die Möglichkeit, „Technologie und Ethik gleich schnell [zu] entwickeln.“
Als Beispiel einer bedenklichen Entwicklung führt er den Hedgefonds Bridgewater Associates an: Dort „wird jeder Mitarbeiter gezwungen, eine App namens ‚Dots‘ auf dem firmeneigenen iPad zu installieren.“ Die Software enthält „die Profile aller Mitarbeiter, die nach 100 Kategorien bewertet werden können.“

„Dabei geht es nicht um die Förderung einer Feedback-Kultur im Unternehmen […] und schon gar nicht um individuelle Kompetenzentwicklung oder Unterstützung des Mitarbeiters, sondern […] darum, dass sich alle Mitarbeiter ständig gegenseitig bewerten. So können Ratings und Rankings erstellt werden. Wer steht oben, wer rutscht in der Performance ab. Und wer fällt dann hintenrunter.“

Unter anderen JPMorgan Chase habe damit begonnen, „Artificial Intelligence Systeme aufzubauen, die Personalentscheidungen und alltägliche Management-Aufgaben […] alleine übernehmen.“ Die US-Bank folge auch „dem Beispiel des ‚totalen Mitarbeiter-Rankings‘“, wobei von den „243.000 Mitarbeitern ständig Feedback und Kritik“ untereinander verlangt wird: „die Informationen werden mit dem Vergütungssystem verknüpft. Allgemein zeigt sich: ‚Management 4.0 und HR 4.0‘ wird immer stärker ‚entmenschlicht‘.“

„Algorithmen in Großunternehmen (sortieren) bei Stellenausschreibungen systematisch Bewerber aus bestimmten Gegenden aus […] Bei Amazon wurden algorithmisch alle Bewerbungen von Frauen aussortiert, bei anderen Unternehmen die Bewerbungen von Menschen mit bestimmten Namens-Kennzeichen.“

Scheelen mahnt „in (EU-)Europa, in Deutschland, […] eine Diskussion unter Aspekten der unternehmerischen Ethik“ an und „sobald Menschen als Gruppen klassifiziert, normiert, behandelt und vor allem bewertet werden sollen“: dem „einen Riegel vor[zu]schieben“.